# Max Askern

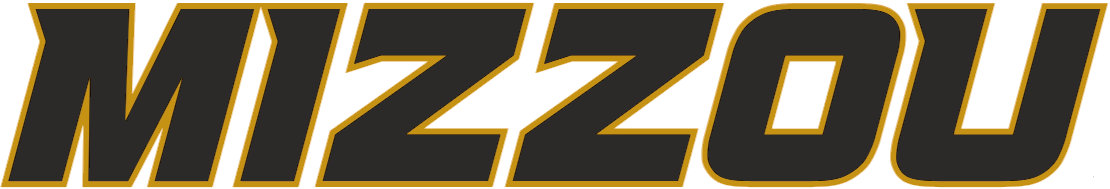
Zawodnik Missouri Tigers

Maxwell John "Max" Askern (ur. 9 września 1986) – amerykański zapaśnik walczący w stylu wolnym. Pierwszy w Pucharze Świata w 2013 roku.
Jego brat Ben był również zapaśnikiem, olimpijczykiem z Pekinu 2008.
Zawodnik Arrowhead High School z Hartland i University of Missouri. Trzy razy All-American (2008–2010) w NCAA Division I, pierwszy w 2010; piąty w 2009; siódmy w 2008 roku.